# Giulio de' Rossi
Giulio de' Rossi (Pistoia, 4 luglio 1754 – Pescia, 2 febbraio 1833) è stato un vescovo cattolico italiano, 5º vescovo della diocesi di Pescia.

## Biografia
Rampollo di una delle più antiche e nobili famiglie pistoiesi, studiò nel seminario della sua città e in quello di Pisa. Quando a Pistoia, giunse vescovo Scipione de' Ricci, con le sue tesi gianseniste, si mise in dissenso del presule e si trasferì a Firenze. Qui, grazie ai buoni rapporti instaurati con il potere granducale e con il vescovo Francesco Toli, di cui era stretto collaboratore, ottenne la nomina episcopale e fu destinato a Pescia.
Venne consacrato il 4 novembre 1804 dal cardinale Giulio Maria della Somaglia, prefetto della Congregazione dei riti, coconsacranti gli arcivescovi Ottavio Boni e Benedetto Sinibaldi. Fece il suo ingresso nella diocesi nel 1804.
Appena giunto si trovò a fronteggiare le soppressioni degli ordini religiosi voluta da Napoleone. Morì nel 1833 e fu sepolto sotto il presbiterio del Duomo.

## Genealogia episcopale
La genealogia episcopale è:
- Cardinale Scipione Rebiba
- Cardinale Giulio Antonio Santori
- Cardinale Girolamo Bernerio, O.P.
- Arcivescovo Galeazzo Sanvitale
- Cardinale Ludovico Ludovisi
- Cardinale Luigi Caetani
- Cardinale Ulderico Carpegna
- Cardinale Paluzzo Paluzzi Altieri degli Albertoni
- Papa Benedetto XIII
- Papa Benedetto XIV
- Papa Clemente XIII
- Cardinale Marcantonio Colonna
- Cardinale Giacinto Sigismondo Gerdil, B.
- Cardinale Giulio Maria della Somaglia
- Vescovo Giulio de' Rossi